# Phragmatobia
Phragmatobia is een geslacht van vlinders uit de familie van de spinneruilen (Erebidae).

## Soorten
- P. ansorgei Jordan, 1904
- P. assimilans Walker, 1855
- P. batangi Daniel, 1943
- P. cinnamomea Wileman, 1911
- P. coelestina Püngeler, 1904
- P. elisabethae Kotzsch, 1937
- P. faroulti Rothschild, 1912
- P. flavata Hampson, 1901
- P. flavescens Rothschild, 1933
- P. forsteri Daniel, 1943
- P. fuliginosa (Linnaeus, 1758) - kleine beer
- P. fusca Wileman, 1911
- P. gruneri Staudinger, 1867
- P. honei Daniel, 1943
- P. lineata Dionahue & Newman, 1966
- P. lochmatteri Reich, 1933
- P. luctifera (Denis & Schiffermüller, 1775)
- P. maculosa Gerning, 1780
- P. mendozana Jörgensen, 1934
- P. modesta Maassen, 1890
- P. mussoti Oberthür, 1911
- P. mustangbhoti Daniel, 1961
- P. oberthueri Rothschild, 1910
- P. obscura Wileman, 1911

- P. parvula (Felder, 1874)
- P. pauper Oberthür, 1911
- P. placida (Frivaldszky, 1835)
- P. sanguinea Hampson, 1907
- P. secreta Draudt, 1931
- P. sieversi Grum-Grshimailo, 1891
- P. strandi Niepelt, 1911
- P. tancrei Staudinger, 1887
- P. thursbyi Rothschild, 1910
- P. trigona Leech, 1899
- P. urania Püngeler, 1904
- P. variablilis Daniel, 1966
- P. wagneri Püngeler, 1918
- P. x-album Oberthür, 1911
- P. y-album Oberthür, 1886
- P. zoraida Grasler, 1836